# يويشي هيرانو
يويشي هيرانو (باليابانية: 平野佑一) هو لاعب كرة قدم ياباني، ولد في 11 مارس 1996 في طوكيو في اليابان. لعب مع ميتو هوليهوك.

## وصلات خارجية
- يويشي هيرانو على موقع رابطة كرة القدم اليابانية للمحترفين (اليابانية)
- يويشي هيرانو على موقع إي إس بي إن إف سي (الإنجليزية)
- يويشي هيرانو على موقع قاعدة بيانات كرة القدم.إي يو (الإنجليزية)
- يويشي هيرانو على موقع Soccerbase.com (لاعب) (الإنجليزية)
- يويشي هيرانو على موقع Soccerway.com (الإنجليزية)
- يويشي هيرانو على موقع عالم كرة القدم.نت (الإنجليزية)